# 순천기적의도서관
순천기적의도서관은 전라남도 순천시 소재의 도서관이다.

## 연혁
- 2008.11.30 별관 증축 개관
- 2007.08.20 그림책버스 파란 달구지 개관
- 2004.02.25 조례시행규칙(안) 심의 의결
- 2004.02.16 독서회원증 발급 및 도서대출
- 2003.12.31 기적의 도서관 설치 및 운영 조례 공포 시행
- 2003.11.26 도서 열람 실시
- 2003.11.10 ~ 11.25 시설관람위주 운영
- 2003.11.10 개관식 및 운영
- 2003.10.22 개관준비 및 운영팀 구성(5명)
- 2003.07.04 공사착공
- 2003.06.23 건축허가
- 2003.05.13 건립위원회 구성 : 위원장(박기영 순천대 교수) 등 13명
- 2003.02.15 MBC "느낌표“에서 전국 최초로 순천을 제1호관으로 선정
- 2003.02.10 유치관련 동의서 제출(시장ㆍ의장 공동 서명). 기적의 어린이 도서관 건립 기본계약 체결(순천시:책읽는 사회).
- 2003.01.20 기적의 어린이 도서관 유치 신청(순천시→책읽는사회만들기국민운동본부)

## 이용 안내
- 운영시간
  - 월요일: 13:00 ∼ 18:00
  - 화요일~일요일: 09:00 ∼ 18:00
- 휴관일: 매월 첫번째 월요일, 주말을 제외한 법정 공휴일